# Jhon Pajoy
Jhon Pajoy (Villa del Rosario, Norte de Santander, Colombia, 10 de noviembre de 1988) es un futbolista colombiano. Juega como extremo y actualmente juega en el Miami United. Su hermano es el futbolista Lionard Pajoy y su primo es el exfutbolista Carlos Castillo Ortiz.

## Trayectoria

### Atlético Nacional
A petición del D.T Juan Carlos Osorio, es fichado por Nacional a cambio de 1'200.000 dólares. 

En su primer semestre con Nacional convierte 5 goles en 18 partidos no obstante sufre una lesión que lo margina de la mayor parte de las canchas. De su primer semestre se destacan los dos goles al Junior de Barranquilla por el partido de vuelta de la Superliga de Colombia 2013. Anota su primer gol de 2013 de penal frente al Itagüí en la victoria 4 a 0 por la primera fecha de la Copa Colombia.
El 1 de julio de 2013 se confirma que luego de su participación en el torneo apertura será traspasado al Futebol Clube Paços de Ferreira de la Primeira Liga. No obstante el 5 de julio de ese mismo año el Club Atlético Nacional desmiente el traspaso y lo inscribe para participar en la Copa Sudamericana 2013 y en el Torneo Finalización 2013. Es el autor del gol número 5000 en torneos oficiales del Atlético Nacional. 

### Pachuca
Al finalizar la temporada 2013, Pajoy se incorporará al Pachuca de México. 

### Puebla
Después de una temporada pasa a formar parte del Puebla Fútbol Club para el Apertura 2014.

### Independiente Medellín
Luego da un paso por Independiente Medellín.

### Talleres
Firma el 3 de enero de 2016 su contrato con Talleres para jugar en la Primera B Nacional de Argentina. Luego de no poder reponerse de una lesión en el empeine izquierdo, el 23 de marzo de 2016 rescindió su contrato sin haber jugado un minuto con el equipo, con buenas maneras y deseándole lo mejor a sus compañeros.

### Deportivo Cali
El 11 de junio se confirma como nuevo jugador del Deportivo Cali en Colombia. Su primer gol lo marcaría en la victoria 2 a 1 sobre el América de Cali en el clásico caleño por la Copa Colombia 2016. El 30 de septiembre de un cobro de tiro penal le daría la victoria a su equipo 2 a 1 en el último minuto sobre el Atlético Bucaramanga.

### Atlético Bucaramanga
En enero de 2017 se convierte en nuevo jugador del  Atlético Bucaramanga. El 4 de febrero debuta en la victoria 2 a 1 como visitantes en casa de Alianza Petrolera. El 22 de febrero marca su primer gol en la victoria por la mínima como visitantes frente a Atlético Huila, el 22 de abril le da la victoria a su club por la mínima frente al Deportivo Pasto. El 3 de mayo marca su primer doblete en la goleada 4 por 0 como visitantes frente al Real Santander por la Copa Colombia 2017.

### Santa Fe
Para el segundo semestre del 2017 llega a Independiente Santa Fe, debuta el 9 de julio por la primera jornada con gol marcado desde el tiro penal a Atlético Nacional, tanto que sirvió para la victoria por la mínima. Jugó la Copa Sudamericana 2017 donde fue eliminado en octavos de final por Club Libertad.

### Deportivo Pasto
En enero de 2020 es confirmado su regreso a la Categoría Primera A de Colombia al jugar al Deportivo Pasto. Debuta el 26 de enero en la victoria 2 por 1 como visitantes ante Millonarios FC. El 7 de febrero marca sus primeros dos goles en la goleada 4 por 0 sobre Atlético Bucaramanga siendo la figura del partido.

## Estadísticas
| Club                              | Div                 | Temporada           | Liga  | Liga  | Copa Nacional | Copa Nacional | Copa Internacional | Copa Internacional | Total | Total | Prom. · |
| Club                              | Div                 | Temporada           | Part. | Goles | Part.         | Goles         | Part.              | Goles              | Part. | Goles | Prom. · |
| --------------------------------- | ------------------- | ------------------- | ----- | ----- | ------------- | ------------- | ------------------ | ------------------ | ----- | ----- | ------- |
| Boyacá Chicó · Colombia           | 1ª                  | 2007                | 1     | 0     | -             | -             | -                  | -                  | 1     | 0     | 0       |
| Boyacá Chicó · Colombia           | 1ª                  | 2008                | 1     | 0     | -             | -             | -                  | -                  | 1     | 0     | 0       |
| Boyacá Chicó · Colombia           | 1ª                  | 2009                | 1     | 0     | -             | -             | -                  | -                  | 1     | 0     | 0       |
| Boyacá Chicó · Colombia           | Total               | Total               | 3     | 0     | 0             | 0             | 0                  | 0                  | 3     | 0     | 0       |
| Patriotas Boyacá · Colombia       | 2ª                  | 2009-10             | 37    | 10    | -             | -             | -                  | -                  | 37    | 10    | 0,27    |
| Patriotas Boyacá · Colombia       | Total               | Total               | 37    | 10    | 0             | 0             | 0                  | 0                  | 37    | 10    | 0,27    |
| Once Caldas · Colombia            | 1ª                  | 2011                | 36    | 11    | 8             | 6             | 6                  | 0                  | 50    | 17    | 0,34    |
| Once Caldas · Colombia            | 1ª                  | 2012                | 17    | 5     | 4             | 0             | 2                  | 0                  | 23    | 5     | 0,21    |
| Once Caldas · Colombia            | Total               | Total               | 53    | 16    | 12            | 6             | 8                  | 0                  | 73    | 22    | 0,30    |
| Atlético Nacional · Colombia      | 1ª                  | 2012                | 10    | 3     | 6             | 2             | -                  | -                  | 16    | 5     | 0,31    |
| Atlético Nacional · Colombia      | 1ª                  | 2013                | 28    | 7     | 10            | 4             | 1                  | 0                  | 39    | 11    | 0,28    |
| Atlético Nacional · Colombia      | Total               | Total               | 38    | 10    | 16            | 6             | 1                  | 0                  | 55    | 16    | 0,29    |
| Pachuca · México                  | 1ª                  | 2014                | 18    | 0     | 4             | 0             | -                  | -                  | 22    | 0     | 0,00    |
| Pachuca · México                  | Total               | Total               | 18    | 0     | 4             | 0             | 0                  | 0                  | 22    | 0     | 0,00    |
| Puebla · México                   | 1ª                  | 2014-15             | 24    | 3     | 5             | 1             | -                  | -                  | 29    | 4     | 0,13    |
| Puebla · México                   | Total               | Total               | 24    | 3     | 5             | 1             | 0                  | 0                  | 29    | 4     | 0,13    |
| Independiente Medellín · Colombia | 1ª                  | 2015                | 15    | 3     | 3             | 1             | -                  | -                  | 18    | 4     | 0,22    |
| Independiente Medellín · Colombia | Total               | Total               | 15    | 3     | 3             | 1             | 0                  | 0                  | 18    | 4     | 0,22    |
| Talleres Argentina                | 2ª                  | 2016                | 0     | 0     | -             | -             | -                  | -                  | 0     | 0     | 0,00    |
| Talleres Argentina                | Total               | Total               | 0     | 0     | 0             | 0             | 0                  | 0                  | 0     | 0     | 0,00    |
| Deportivo Cali · Colombia         | 1ª                  | 2016                | 13    | 2     | 4             | 1             | -                  | -                  | 17    | 3     | 0,17    |
| Deportivo Cali · Colombia         | Total               | Total               | 13    | 2     | 4             | 1             | 0                  | 0                  | 17    | 3     | 0,17    |
| Atlético Bucaramanga · Colombia   | 1ª                  | 2017                | 21    | 3     | 1             | 2             | -                  | -                  | 22    | 5     | 0,22    |
| Atlético Bucaramanga · Colombia   | Total               | Total               | 21    | 3     | 1             | 2             | 0                  | 0                  | 22    | 5     | 0,22    |
| Santa Fe · Colombia               | 1ª                  | 2017                | 19    | 3     | 3             | 0             | 2                  | 0                  | 24    | 3     | 0,10    |
| Santa Fe · Colombia               | 1ª                  | 2018                | 14    | 2     | -             | -             | 10                 | 1                  | 24    | 3     | 0,12    |
| Santa Fe · Colombia               | Total               | Total               | 33    | 5     | 3             | 0             | 12                 | 1                  | 48    | 6     | 0,12    |
| Al-Hazm Arabia Saudita            | 1ª                  | 2018-19             | 29    | 2     | 3             | 1             | -                  | -                  | 32    | 3     | 0,09    |
| Al-Hazm Arabia Saudita            | Total               | Total               | 29    | 2     | 3             | 1             | 0                  | 0                  | 32    | 3     | 0,09    |
| San Martin Argentina              | 2ª                  | 2019                | 7     | 0     | -             | -             | -                  | -                  | 7     | 0     | 0,0     |
| San Martin Argentina              | Total               | Total               | 7     | 0     | 0             | 0             | 0                  | 0                  | 7     | 0     | 0,0     |
| Deportivo Pasto · Colombia        | 1ª                  | 2020                | 19    | 5     | -             | -             | 1                  | 0                  | 20    | 5     | 0,0     |
| Deportivo Pasto · Colombia        | Total               | Total               | 19    | 5     | 0             | 0             | 1                  | 0                  | 20    | 5     | 0,0     |
| Junior · Colombia                 | 1ª                  | 2021                | 16    | 1     | 1(*)          | 0             | 9                  | 2                  | 26    | 3     | 0.12    |
| Junior · Colombia                 | 1ª                  | 2022                | 20    | 0     | 1             | 0             | 1                  | 0                  | 22    | 0     | 0       |
| Junior · Colombia                 | Total               | Total               | 36    | 1     | 2             | 0             | 10                 | 2                  | 48    | 3     | 0.06    |
| Once Caldas · Colombia            | 1ª                  | 2023                | 9     | 0     | 1             | 0             | -                  | -                  | 10    | 0     | 0       |
| Once Caldas · Colombia            | Total               | Total               | 62    | 16    | 13            | 6             | 8                  | 0                  | 83    | 22    | 0,30    |
| Miami United FC Estados Unidos    | 4ª                  | 2024                | -     | -     | 3             | 2             | -                  | -                  | 3     | 2     | 0,66    |
| Miami United FC Estados Unidos    | Total               | Total               | 0     | 0     | 3             | 2             | 0                  | 0                  | 3     | 2     | 0,66    |
| Real Santa Cruz · Bolivia         | 1ª                  | 2024                | 9     | 0     | -             | -             | -                  | -                  | 9     | 0     | 0,0     |
| Real Santa Cruz · Bolivia         | Total               | Total               | 9     | 0     | 0             | 0             | 0                  | 0                  | 9     | 0     | 0,0     |
| Total en su carrera               | Total en su carrera | Total en su carrera | 352   | 59    | 53            | 18            | 32                 | 3                  | 437   | 80    | 0.18    |

## Palmarés

### Campeonatos nacionales
| Título                | Equipo            | País     | Año  |
| --------------------- | ----------------- | -------- | ---- |
| Torneo Apertura       | Boyacá Chicó      | Colombia | 2008 |
| Superliga de Colombia | Atlético Nacional | Colombia | 2012 |
| Copa Colombia         | Atlético Nacional | Colombia | 2012 |
| Torneo Apertura       | Atlético Nacional | Colombia | 2013 |
| Copa Colombia         | Atlético Nacional | Colombia | 2013 |
| Torneo Finalización   | Atlético Nacional | Colombia | 2013 |
| Copa México           | Puebla            | México   | 2015 |